# The Jam
Џем (енгл. The Jam) је био енглески мод ривајвл/панк рок бенд током 1970-их и раних 1980-их. Бенд је објавио 18 узастопних Топ 40 синглова у Великој Британији, од њиховог дебија 1977. до распада у децембру 1982, укључујући четири хита број један. Њихова два сингла „That's Entertainment” и „Just Who Is the 5 O'Clock Hero?” остали су најпродаванији увозни синглови свих времена у Великој Британији. Џем је издао један албум уживо и шест студијских албума, од којих је последњи, The Gift, дошао до броја један на UK Album Charts. Када је Пол Велер распустио групу 1982. године, првих 15 синглова поново је објављено и сви су били у топ 100 хитова.

## Историја
Пол Велер је основао бенд као средњошколац. Чланови бенда су се мењали, углавном су то били ученици исте школе коју је Велер похађао. Средином седамдесетих у бенду се усталио трио: Пол Велер - вокал и бас, Стив Брукиз (Steve Brookes) - гитара и вокал и Рик Баклер (Rick Buckler) - бубњеви. Свирали су обраде песама извођача попут Чак Берија и Литл Ричарда. Прекретница за бенд било је Велерово откриће деби албума групе Ху, My Generation. Овај догађај донео је бенду потпуно нови стил, како музички, тако и визуелни. Стив Брукиз напустио је бенд, а на његово место дошао је Брус Фокстон (Bruce Foxton). Велер и Фокстон заменили су инструменте, те је Фокстон свирао бас, а Пол Велер соло гитару. У овој постави остали су до краја постојања Џема. Менаџер бенда био је Полов отац, Џон Велер. Састав Клеш био је један од првих заговорника бенда, те их је узео као подршку на турнеји 1977. године.
Џемов први сингл „In the City” уврстио их је у топ 40 у Великој Британији у мају 1977. Сваки наредни сингл имао пласман у Топ 40. Међутим улазак у првих 10 омогућио им је сингл на којем је била песма са политичком конотацијом „The Eton Rifles”, достигавши 3. место у новембру 1979. Велерови оштри стихови насупрот мелодичној поп музици били су спој који им је доносио популарност. Њихов први сингл који је дошао до врха Топ 40 у Британији био је „Going Underground”, марта 1980.
Џем је, након Битлса, био прва група која је у једној емисији Top of the Pops извела две песме са истог сингла. То су успели са синглом на којем су биле песме „Town Called Malice” и „Precious” из 1982. године. Два сингла гупе Џем нашла су се на листи првих 20 синглова у УК (UK Singles Chart), а да нису уопште била издата у Великој Британији. Немачка и низоземска издања ових синглова била су увожена у Велику Британију и најпродаванији су увозни синглови у УК.

## Распад бенда
Иако су имали за собом 5 успешних година рада, Пол Велер је 1982. године најавио распуштање бенда. Овим су били изненађени не само љубитељи, него и сами чланови бенда. Међутим, Велер је желео да истражује и друге стилове музике и био упоран у одлуци да распусти бенд. Њихов последњи сингл, „Beat Surrender”, постао је четврти сингл на самом врху британске листе, постигавши број 1 већ у првој седмици издања. Њихов опроштајни концерт био је вишеструко распродат, одржали су пет узастопних концерата у Вембли арени. Последњи поздравни концерт одржан је у Брајтон центру, 11. децембра 1982.

## Након распада
Одмах након распуштања Џема, Пол Велер основао је нови бенд, Стајл каунсил. Фокстон је неколико година наступао као соло музичар, да би се 1990. придружио бенду Stiff Little Fingers. Рик Баклер основао је нови бенд, Time UK.
Фокстон и Баклер удружили су снаге 2007. године и основали From the Jam. Поред новог материјала, бенд изводи и нумере Џема. Иако су се неколико пута појавиле гласине о могућем реуједињењу триа, и Фокстон и Велер су одбацили ову могућност.
Вирџин радио је 2002. године спровео међу својим слушаоцима анкету о најбољим британским музичарима свих времена. У овој анкети, Џем је заузео пето место.

## Дискографија

### Студијски албуми
- In the City (1977)
- This Is the Modern World (1977)
- All Mod Cons (1978)
- Setting Sons (1979)
- Sound Affects (1980)
- The Gift (1982)

### From the Jam
- Back in the Room (2012)
- Smash the Clock (2015)

### Уживо албуми
- Dig the New Breed (1982)
- Live Jam (1993)
- The Jam at the BBC (2002)
- Fire and Skill – The Jam Live (2015)
- Live at the Music Machine (2016)

### Компилације
- Snap! (1983)
- Greatest Hits (1991)
- Extras (1992)
- The Very Best of The Jam (1997)
- The Sound of the Jam (2002)
- About the Young Idea: The Very Best of The Jam (2015)